# Jordi Carreras Muria
Jordi Carreras Muria és un discjòquei i pedagog especialitzat en educació musical i formació professional de discjòqueis. Membre del comitè d'experts de l'Associació Espanyola de DJ i Productors Musicals i també soci de DIPEF (Associació oficial de DJ i Productors d'Eivissa i Formentera)
Durant la seva carrera professional ha publicat els llibres "Yo DJ II" ,"Yo DJ III"," i "Deejay/El libro". Els tres tenen un caràcter divulgatiu i pedagògic en el món de la música punxada en directe, malauradament cap es troba en català en l'actualitat.
Ha estat al capdavant de la Revista Deejay durant 14 anys, al costat de Pacha Magazine i Dj Mag.
Ha treballat per a Pioneer DJ com a responsable dels continguts de Facebook i YouTube (product tester i entrenador oficial, imatge i veu dels videotutorials oficials de Pioneer DJ per al mercat de parla hispana) i és creador del Campionat Oficial d'Espanya de DJs Residents de Club de Pioneer DJ. També és DJ oficial de la Lliga de Campions de la UEFA al Camp Nou des de 2012.

## Discografia (selecció)
- Dance (Emotion Recordings)
- Dance as J. Carreras (Tanir Music)
- Mezcla acompasada as J. Carreras | Muria (Tempo Music)

Recopilacions Mix
- Thriller 40th Anniversary Album[6]